# Aldar Headquarters

Budynek Aldar Headquarters, widok z boku, 2012

Budynek Aldar Headquarters, zwany także coin building – kołowy wieżowiec w Abu Zabi, stolicy Zjednoczonych Emiratów Arabskich; najwyższy kołowy budynek tego rodzaju na świecie i pierwszy na Bliskim Wschodzie.
Budynek, położony na obrzeżach rejonu Al Raha w Abu Zabi, został ukończony w 2010, mierzy 110,03 m wysokości, ma 23 piętra i jest jednym z wyższych budynków w mieście. Jest to pierwszy na świecie drapacz chmur o tego rodzaju okrągłym kształcie.
Wieżowiec pełni funkcję centrali firmy budowlanej Aldar Properties.

## Złoty podział, budowa i wyposażenie

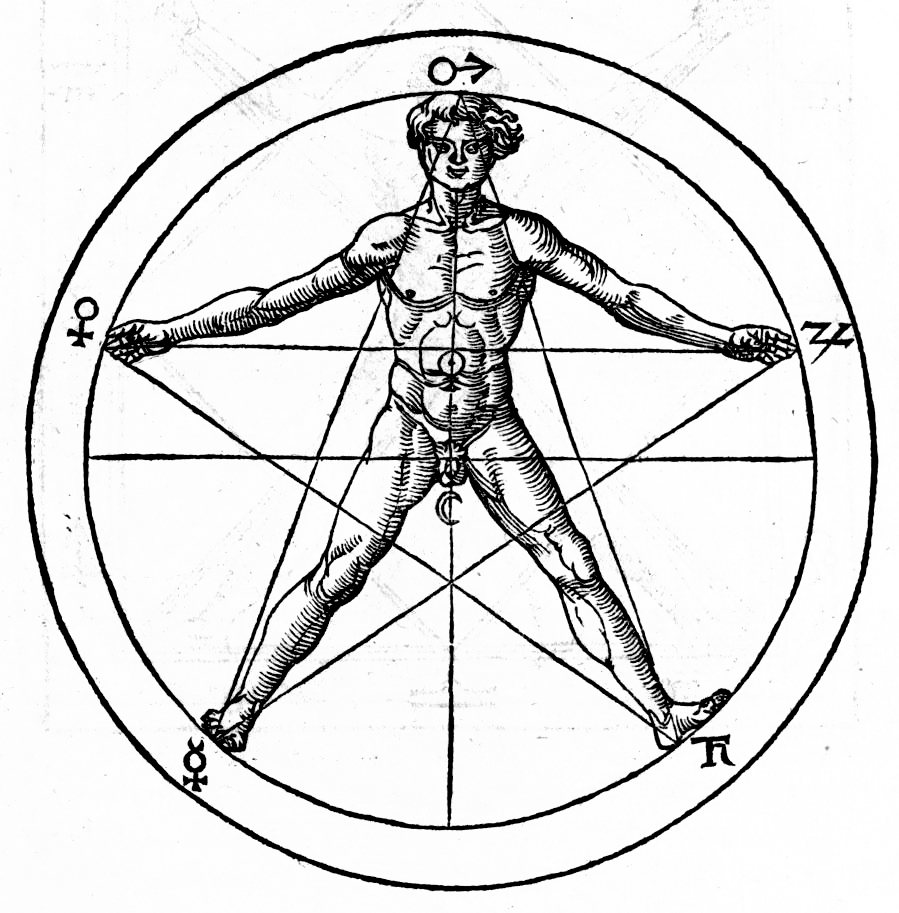
Obraz ciała ludzkiego wg Henryka Korneliusza Agrippy. Punkty podparcia budynku są obliczone zgodnie z zasadą złotego podziału i odpowiadają punktom kontaktu linii obwodu z dolnymi rogami wpisanego pentagramu.

Zgodnie z zamysłem architektów wizerunek budynku znajdującego się na brzegu morza, powinien być w harmonii z otoczeniem. Za osnowę projektu posłużył im obraz morskiej muszli. Wieżowiec składa się z dwóch części, wygiętych na zewnątrz. W tym przypadku, aby uzyskać efekt wypukłości, nie użyto ani jednego zakrzywionego szklanego elementu. Wypukłą powierzchnię uzyskuje się przez połączenie w określony sposób sekcji w kształcie: /\. Aby określić punkty kontaktu z ziemią, zastosowano zasadę złotego podziału, która zapewnia wysoką stabilność konstrukcji.
Kształt budynku uzyskano także poprzez zastosowanie technologii przekroju strukturalnego ukośnej siatki ze stali. W środku budynku znajdują się dwie podpory betonowe, w ramie zewnętrznej używane są tylko konstrukcje stalowe.
Podczas wznoszenia konstrukcji natknięto się na liczne problemy, takie jak uderzenia wód gruntowych (wieżowiec wzniesiony jest na sztucznej działce) i duże obciążenia wiatrem spowodowane wielką powierzchnią budynku.
Szczególną uwagę zwrócono na stosowanie przyjaznych dla środowiska i energooszczędnych technologii. W materiałach budowlanych wykorzystano surowce wtórne, a oszczędność energii elektrycznej jest realizowana dzięki efektywnemu wykorzystaniu naturalnego oświetlenia. Według standardów efektywności energetycznej LEED wieżowiec otrzymał srebrny certyfikat. Budynek wyposażony jest także w takie innowacje, jak sztuczny system zaopatrzenia w wodę i podziemny system próżniowy do automatycznego zbierania śmieci.
W budynku znajduje się ogółem 20 wind:
- 12 wind osobowych
- 2 windy usługowe
- 3 windy ogólnego przeznaczenia
- 1 okrągły podnośnik hydrauliczny
- 2 windy ręczne

## Nagroda
W 2008 projekt budowlany tego budynku został uznany za "najlepszy futurystyczny projekt" na konferencji BEX w Walencji.

## "Bohater" filmu
Budynek, jego konstrukcja i budowa jest przedstawiona w jednym z odcinków dokumentalnego serialu telewizyjnego Wielkie konstrukcje (ang. MegaStructures) produkcji National Geographic Channel.

## Galeria

Aldar Headquarters
Na tle pobliskiego hotelu Al Raha Beach Hotel, 2012